# قائمة ملوك قشتالة
فيما يلي قائمة الملوك والملكات الحاكمين للمملكة وتاج قشتالة منذ عام 1037 حتى 1700.

## أسرة خمينيز، 1126-1037
| الاسم                                   | اللقب  | بداية الفترة   | نهاية الفترة   | الزوجة | خلفه/ها                                              |
| --------------------------------------- | ------ | -------------- | -------------- | --- | ---------------------------------------------------- |
| فرناندو الأول (أيضا:ملك ليون)           | العظيم | 1037           | 27 ديسمبر 1065 | سانشا الليونية 1032 5 أبناء | هو ابن سانشو الثالث ملك نافارا ومايور القشتالية ابنه |
| سانشو الثاني (أيضا:ملك ليون من 1072)    | القوي  | 27 ديسمبر 1065 | 6 أكتوبر 1072  | ألبرتا 1070 ليس لديهم أبناء | أخوه                                                 |
| ألفونسو السادس (أيضا:إمبراطور هيسبانيا) | الشجاع | 6 أكتوبر 1072  | 30 يونيو 1109  | أغنيس الآكيتانية 1069 ليس لديهم أبناء كونستانس البورغونية 1080/1079 ابنة واحدة بيرتا التوسكانية 1096/1095 ليس لديهم أبناء إيزابيلا"زائدة الأندلسية" 1100 ابنتين بياتريس 1108 ليس لديهم أبناء | ابنته                                                |
| أوراكا (أيضا:ملكة ليون)                 |        | 30 يونيو 1109  | 8 مارس 1126    | ريموند البورغوني 1087 بنت وولد ألفونسو المحارب ملك أراغون 1109 ليس لديهم أبناء | ابنها                                                |

## أسرة بورغندي، 1126-1369
| الاسم                                   | اللقب      | بداية الفترة  | نهاية الفترة  | الزوجة                                                                                               | ملاحظة                                                                        | خلفه/ها         |
| --------------------------------------- | ---------- | ------------- | ------------- | --- | ----------------------------------------------------------------------------- | --------------- |
| ألفونسو السابع (أيضا:إمبراطور هيسبانيا) | الإمبراطور | 10 مارس 1126  | 21 أغسطس 1157 | برينغيلا البرشلونية نوفمبر 1128 7 أبناء ريكولدا البولندية 1152 ابنة واحدة                            | هو ابن أوراكا وريموند من بورغندي                                              | ابنه البكر      |
| سانشو الثالث                            | المنْشُود    | 21 أغسطس 1157 | 31 أغسطس 1158 | بلانش النافارية 30 يناير 1151 ابنين                                                                  | ورث سانشو قشتالة وطليطلة، في حين أخوه الأصغر فرناندو ورث ليون.                | ابنه            |
| ألفونسو الثامن                          | الكريم     | 31 أغسطس 1158 | 6 أكتوبر 1214 | إليانور الإنجليزية سبتمبر 1171 11 ابن                                                                |                                                                               | ابنه            |
| إنريكي الأول                            |            | 6 أكتوبر 1214 | 6 يونيو 1217  | مافالدا البرتغالية 1215 ليس لديهم أبناء                                                              |                                                                               | أخته            |
| برينغيلا                                | العظيمة    | 6 يونيو 1217  | 30 أغسطس 1217 | ألفونسو التاسع ملك ليون 17 سبتمبر 1198/1197 حتى 1204 لديهم 5 أبناء                                   | تنازلت عن العرش لصالح ابنها فرناندو الثالث، واصبحت مستشارة له؛ توفيت 1246     | ابنها           |
| فرناندو الثالث (أيضا:ملك ليون من 1230)  | القديس     | 30 أغسطس 1217 | 30 مايو 1252  | إليزابيث السوابية نوفمبر 1219 10 أبناء خوانا البونثية 1237 5 أبناء                                   | وحد مملكة قشتالة ومملكة ليون في كيان جديد مسمى تاج قشتالة.                    | ابنه            |
| ألفونسو العاشر                          | الحكيم     | 30 مايو 1252  | 4 أبريل 1284  | فيولانتي الأراغونية 26 ديسمبر 1246 11 ابن                                                            | ناخب ملك الرومان في 1257، هو اللقب الذي ادعاه حتى 1275                        | ابنه            |
| سانشو الرابع                            | الشجاع     | 4 أبريل 1284  | 25 أبريل 1295 | ماريا دي مولينا يوليو 1282/1281 7 أبناء                                                              | حارب في عهده العديد من المدعين من ابن أخيه وأخوه.                             | ابنه            |
| فرناندو الرابع                          | الملموم    | 25 أبريل 1295 | 7 سبتمبر 1312 | كونستانس البرتغالية 23 يناير 1302 3 أبناء                                                            |                                                                               | ابنه            |
| ألفونسو الحادي عشر                      | العادل     | 7 سبتمبر 1312 | 26 مارس 1350  | كونستانس مانويل دي بليانة 28 نوفمبر 1325 ليس لديهم أبناء ماريا البرتغالية 24 يونيو/سبتمبر 1328 ابنان | هجر زوجته ماريا واتخذ عشيقة ليونور دي غوزمان التي استطعت انجبت له عشرة أبناء. | ابنه            |
| بيدرو                                   | القاسي     | 26 مارس 1350  | 23 مارس 1369  | بلانش دي بوربون 3 يوليو 1353 ليس لديهم أبناء                                                         | قتل على يد هنري الثاني ملك قشتالة                                             | أخوه الغير شقيق |

## أسرة تراستمارا، 1369-1556
| الاسم                                                    | اللقب          | بداية الفترة   | نهاية الفترة   | زوجة                                                                                    | ملاحظة                                                                             | خلفه/ها |
| -------------------------------------------------------- | -------------- | -------------- | -------------- | --------------------------------------------------------------------------------------- | ---------------------------------------------------------------------------------- | ------- |
| إنريكي الثاني                                            | النذل          | 23 مارس 1369   | 29 مايو 1379   | خوانا مانويل دي بليانة 27 يوليو 1350 3 أبناء                                            | هو ابن الغير شرعي لـ ألفونسو الحادي عشر وإليانور دي غوزمان أيضا ادعى العرش من 1366 | ابنه    |
| خوان الأول                                               |                | 29 مايو 1379   | 9 أكتوبر 1390  | ليونور الأراغونية 18 يونيو 1375 3 أبناء بياتريس البرتغالية 17 مايو 1383 ليس لديهم أبناء | ادعى العرش البرتغالي بين عامي 1385-1383                                            | ابنه    |
| إنريكي الثالث                                            | العاجز         | 9 أكتوبر 1390  | 25 ديسمبر 1406 | كاترين الإنجليزية 17 سبتمبر 1388 3 أبناء                                                |                                                                                    | ابنه    |
| خوان الثاني                                              |                | 25 ديسمبر 1406 | 21 يوليو 1454  | ماريا الأراغونية 1420/1418 4 أبناء إيزابيلا البرتغالية 22 يوليو 1447 ابنان              |                                                                                    | ابنه    |
| إنريكي الرابع                                            | العنين         | 21 يوليو 1454  | 11 ديسمبر 1474 | بلانش النافارية 1440 ليس لديهم أبناء خوانا البرتغالية 21 مايو 1451 ابنة واحدة           | بين عامي 1472-1473 ادعى العرش أراغوني                                              | أخته    |
| إيزابيلا الأولى                                          | ملوك الكاثوليك | 11 ديسمبر 1474 | 26 نوفمبر 1504 | 19 أكتوبر 1469 7 أبناء                                                                  | حررت في عهدها الأندلس                                                              | ابنتهما |
| فرناندو الخامس ملك بالمناصفة (أيضا:ملك أراغون وتبعياتها) | ملوك الكاثوليك | 15 يناير 1475  | 26 نوفمبر 1504 | 19 أكتوبر 1469 7 أبناء                                                                  | حكم مع زوجته، ثم حكم كـ وصي على ابنته بعد وفاة زوجها                               | ابنتهما |
| خوانا (أيضا:ملكة أراغون)                                 | المجنونة       | 26 نوفمبر 1504 | 12 أبريل 1555  | فيليب الوسيم 1496 6 أبناء                                                               |                                                                                    | ابنها   |

## أسرة هابسبورغ، 1504-1700
| الاسم                                                                                     | اللقب         | بداية الحكم    | نهاية الحكم             | الزوجة | الملاحظة                                                                                             | خلفه                    |
| ----------------------------------------------------------------------------------------- | ------------- | -------------- | ----------------------- | --- | --- | ----------------------- |
| فيليب الأول ملك بالمناصفة                                                                 | الوسيم        | 26 نوفمبر 1504 | 25 سبتمبر 1506          | خوانا المجنونة | | ابنهما                  |
| كارلوس الأول حكم بالمناصفة مع والدته (أيضا:إمبراطور روماني مقدس من 1519)                  | الإمبراطور    | 13 مارس 1516   | 16 يناير 1556           | إيزابيلا البرتغالية 11 مارس 1526 5 أبناء | حكم باشتراك مع والدته حتى عام 1555، ثم تنازل عن حقه لابنه في 1556، توفي في 1558.                     | ابنه                    |
| فيليب الثاني أيضا (ملك إنجلترا بالمناصفة مع زوجته ماري الأولى) وأيضا ملك البرتغال من 1581 | الحكيم        | 16 يناير 1556  | 13 سبتمبر 1598          | ماريا البرتغالية 12 نوفمبر 1543 ابن واحد ماري الأولى ملكة إنجلترا 25 يوليو 1554 ليس لديهم ابناء إليزابيث الفرنسية 22 يونيو 1559 ابنتين آنا النمساوية 4 مايو 1470 5 أبناء | حكم إنجلترا باشتراك مع زوجته الثانية، وأيضا أصبح من مدعيين العرش البرتغالي وأصبح ملكها منذ 1581.     | ابنه                    |
| فيليب الثالث أيضا ملك البرتغال                                                            | التقي         | 13 سبتمبر 1598 | 31 مارس 1621            | مارغريت النمساوية 18 أبريل 1599 8 أبناء | | ابنه                    |
| فيليب الرابع أيضا ملك البرتغال حتى 1640                                                   | العظيم        | 31 مارس 1621   | 17 سبتمبر 1665          | إيزابيلا الفرنسية 25 نوفمبر 1615 11 ابن ماريانا النمساوية 7 أكتوبر 1649 3 أبناء                                                                                          | | ابنه                    |
| كارلوس الثاني                                                                             | المفتون       | 17 سبتمبر 1665 | 1 نوفمبر 1700           | ماريا لويز أورليانية 19 نوفمبر 1679 ليس لديهم أبناء ماريا بالاتيناتية 14 مايو 1690 ليس لديهم أبناء                                                                       | بوفاته دخلت البلاد في حرب الخلافة بين آل بوربون وهابسبورغ النمسا التي خرجت بانتصار الأول على الأخير. | سلالة جديدة             |
| ملوك بعد 1700                                                                             | ملوك بعد 1700 | ملوك بعد 1700  | انظر قائمة ملوك إسبانيا | انظر قائمة ملوك إسبانيا | انظر قائمة ملوك إسبانيا                                                                              | انظر قائمة ملوك إسبانيا |